# Frank James Low
Frank James Low, ameriški astronom in fizik, * 23. november 1933, Mobile, Alabama, ZDA, † 11. junij 2009, Tucson, Arizona, ZDA.
Low je bil pionir na področju infrardeče astronomije.
Po njem se imenuje asteroid glavnega pasu 12142 Franklow.